# Orange Vallée
 (mai 2015).
Si vous disposez d'ouvrages ou d'articles de référence ou si vous connaissez des sites web de qualité traitant du thème abordé ici, merci de compléter l'article en donnant les références utiles à sa vérifiabilité et en les liant à la section « Notes et références ».
Orange Vallée est une filiale du groupe Orange destinée à l'innovation. Sa mission principale est le développement et la commercialisation de nouvelles offres de télécommunication autour de services web en France et à l'international. 
Cette division, qui travaille à la manière d'une Lean Startup est chargée de faire aboutir les projets de façon rapide.

## Historique
Créée en novembre 2007 par le PDG de l'époque Didier Lombard, Orange Vallée est d'abord dirigée par Jean-Louis Constanza puis, en octobre 2013, par Luc Bretones, directeur du Technocentre d’Orange.
Cette structure est basée sur le nouveau campus de l'innovation Orange Gardens situé en plein cœur de Châtillon dans les Hauts-de-Seine, depuis juin 2016.

## Produits et services
Orange Vallée a lancé commercialement plusieurs services et produits innovants destinés au grand public :
- Tabbee : la première tablette tactile offerte sur le marché en 2009. Une tablette internet multimédia tactile dédiée à la famille, dont deux modèles ont été commercialisés : Tabbee 1.0 et Tabbee "S". Sa commercialisation a été arrêtée en novembre 2011[4] ;
- Radiomee  : un service internet et mobile d'écoute interactive de la radio et des podcasts, présent en France, en Belgique et en Suisse. Fusionné avec le service LiveRadio en mars 2012[5].
- Memory-Life[6] : un service internet dédié aux souvenirs photos, vidéos, sons, textes. Le service est clos depuis le 21 juin 2014 ;
- Lecteurs.com : lancé en juin 2011 en version bêta, Lecteurs.com est un service internet communautaire sur le livre et la lecture pour partager ses lectures et discuter autour du livre, des auteurs[7] ;
- Libon :  un service de communication en voix sur IP lancé en novembre 2012[8] ;
- Letablo : un service pour la famille, pour s'organiser, communiquer par dessin, photo, vidéo, mms et sms, dont les développements ont été intégrés au service Orange Family Place en 2014 ;
- Orange Beacon[9] : une balise qui permet, avec l’autorisation du client, de réveiller son smartphone lorsqu’il passe à proximité et de diffuser des messages d’information contextualisés ;
- Imagine avec Orange : une plate-forme de production participative (crowdsourcing) d’innovations, lancée au show Hello 2014, qui recueille les idées d’internautes sur des thématiques précises[10] ;
- Classe numérique : une tablette tactile contenant toutes les ressources scolaires, livres, calculatrices, etc., destinées aux élèves des classes primaires et des collèges. Les élèves peuvent faire des exercices à tout moment et le professeur les corrigent directement à la demande et en ligne[réf. nécessaire].